# Saint-Octave-de-Métis
Ne doit pas être confondu avec Saint-Octave-de-l'Avenir.
Saint-Octave-de-Métis, aussi appelée simplement Saint-Octave, est une municipalité de paroisse de la province de Québec, au Canada, située dans la municipalité régionale de comté de La Mitis, au Bas-Saint-Laurent. En 2021, la population de la municipalité est de 493 habitants.

## Toponymie
Le toponyme de Saint-Octave-de-Métis est en l'honneur de monseigneur Joseph-Octave Plessis qui fut évêque de Québec de 1806 à 1825. Saint Octave fut un soldat martyrisée à Turin. L'ajout « de-Métis » fait référence à la rivière qui coule à Saint-Octave-de-Métis, mais qui est orthographiée Mitis. Ce terme provient du mot micmac mitisk qui signifie tremble ou bouleau.

## Histoire
Le territoire de la municipalité fut d'abord compris dans les seigneuries de 
Mitis et Lepage-et-Thibierge. Les premiers colons de l'endroit commencèrent à arriver vers 1840. La municipalité de Métis a été créée en 1845. Celle-ci a été dissoute en 1847. La paroisse catholique de Saint-Octave-de-Métis a été érigée canoniquement en 1855. La municipalité repris le même nom que la paroisse et a été créée officiellement la même année que celle-ci par détachement de Sainte-Flavie. Le bureau de poste a été fondé en 1864 sous le nom de Saint-Octave. En 1897, une partie du territoire de Saint-Octave-de-Métis se détache pour former Petit-Métis qui sera renommé Métis-sur-Mer. En 1908, la municipalité de Saint-Octave-de-Métis-Sud est créée par détachement de l'ancienne municipalité de Saint-Octave-de-Métis. L'autre partie de Saint-Octave-de-Métis pris alors le nom de Grand-Métis. En 1931, la municipalité de Saint-Octave-de-Métis-Sud reprend le nom de Saint-Octave-de-Métis et forme une municipalité de paroisse.

## Géographie
Saint-Octave-de-Métis est situé sur le versant sud du fleuve Saint-Laurent à 355 km au nord-est de Québec et à 350 km à l'ouest de Gaspé. Les villes importantes près de Saint-Octave-de-Métis sont Rimouski à 45 km au sud-ouest, Mont-Joli à 15 km à l'ouest ainsi que Matane à 60 km au nord-est. Le territoire de Saint-Octave-de-Métis couvre une superficie de 75 km2 situé dans le canton de Cabot.

## Hydrographie
La rivière rivière Mitis délimite l'ouest de la municipalité du sud vers le nord. La rivière Petit-Mitis(d)  traverse l'est, du sud vers le nord-est, jusqu'à son embouchure dans l'estuaire maritime du Saint-Laurent à Métis-sur-Mer. Les lacs Roy, Bourgouin, Fortin et Côté sont situés à Saint-Octave-de-Métis.

## Démographie
| 1991 | 1996 | 2001 | 2006 | 2011 | 2016 | 2021 |
| ---- | ---- | ---- | ---- | ---- | ---- | ---- |
| 585  | 575  | 516  | 488  | 520  | 511  | 493  |

Selon Statistique Canada, la population de Saint-Octave-de-Métis était de 488 en 2006. La tendance démographique pour les cinq dernières années est donc une décroissance de 5,4 %. L'âge médian de la population de Saint-Octave-de-Métis est de 41 ans.

Distribution de l'âge en 2006

Le nombre total de logements privés à Saint-Octave-de-Métis est de 207, ce qui représente une variation de 1,0 % par rapport à 2016. Cependant, seulement 192 de ces logements sont occupés par des résidents habituels. La majorité de ces logements sont des maisons individuelles.
Statistiques Canada recense aucun immigrant à Saint-Octave-de-Métis. 95,9 % de la population de Saint-Octave-de-Métis a le français en tant que langue maternelle ; le restant a l'anglais. 12,2 % de la population de Saint-Octave-de-Métis maitrise les deux langues officielles du Canada tandis que 2 % de cette population ne maitrise que l'anglais; la majorité ne maitrise que le français. 4,1 % des Métissiens utilisent l'anglais dans la vie quotidienne à la maison tandis que la majorité utilise le français.
41,6 % de la population âgée de 15 ans et plus de Saint-Octave-de-Métis n'a aucun diplôme d'études. 37,7 % de cette population n'a que le diplôme d'études secondaires ou professionnelles. 9,1 % de cette population a au moins un baccalauréat. Tous les Métissiens ont effectué leurs études à l'intérieur du Canada. Les deux domaines d'études principaux des Métissiens sont le « génie l'architecture et les services connexes » et les « sciences sociales et du comportements et le droit ».

## Administration
Les élections municipales ont lieu tous les quatre ans et s'effectuent en bloc sans division territoriale. Le conseil municipal est composé d'un maire et de six conseillers.
| Saint-Octave-de-Métis Maires depuis 2001                                                                             |                     |         |          |
| Élection | Maire               | Qualité | Résultat |
| 2001 | Camille Dufour      |         | Voir     |
| 2005 | Camille Dufour      | Voir    |          |
| 2009 | Mylène-Julie Lavoie |         | Voir     |
| n/d | Guillaume Bérubé    |         | Voir     |
| 2013 | Guillaume Bérubé    | Voir    |          |
| 2017 | Martin Reid         |         | Voir     |
| 2021 | Maxime Richard-Dubé |         | Voir     |
| Élection partielle en italique Depuis 2005, les élections sont simultanées dans toutes les municipalités québécoises |                     |         |          |

De plus, la directrice générale et secrétaire-trésosière de la municipalité est Madame Nathalie Lévesque.

## Représentations politiques
Québec : Saint-Octave-de-Métis fait partie de la circonscription provinciale de Matane-Matapédia. Cette circonscription est actuellement représentée par Pascal Bérubé, député du Parti québécois.
 Canada : Saint-Octave-de-Métis fait partie de la circonscription fédérale d'Avignon—La Mitis—Matane—Matapédia. Elle est représentée par Kristina Michaud, député du Bloc québécois.

## Tourisme
Saint-Octave-de-Métis fait partie de la région touristique de la Gaspésie.

## Culture et société
Le film Le Crime d'Ovide Plouffe repend l'histoire de Généreux Ruest (14 juin 1900) et sa sœur Marguerite Ruest-Pitre (5 septembre 1908), enfants d'Édouard Ruest et d'Adèle Ross. Tous deux ont été jugés comme complices du bijoutier Albert Guay dans la Tragédie aérienne de Sault-au-Cochon de 1949. Le 9 septembre 1949, Albert Guay fit exploser en plein vol un DC-3 où prenait place sa femme, Rita Morel, et 22 autres personnes. Guay souhaitait épouser sa jeune maîtresse de 17 ans, Marie-Ange Robitaille, et espérait en outre toucher la prime d'assurance-vie de 10 000 $ qu'il avait prise sur la vie de sa femme. Généreux Ruest, un infirme de 52 ans, fut pendu le 25 juillet 1952 à la prison de Bordeaux pour avoir conçu le mécanisme de la bombe. Sa sœur, Marguerite Ruest-Pitre, fut accusée d'avoir sciemment transporté la bombe jusqu'à l'aéroport de L'Ancienne-Lorette. Âgée de 44 ans au moment de son exécution à la prison de Bordeaux le 9 janvier 1953, elle fut la dernière femme pendue au Canada. Si l'implication de Généreux Ruest paraît vraisemblable dans cette histoire, celle de sa sœur comporte des zones d'ombre.
La municipalité fait partie de l'Archidiocèse de Rimouski dans la région pastorale de La Mitis.
L’école des Cheminots – des Quatre-Vents de Saint-Octave-de-Métis a subi des rénovations majeures en 2023. L'école se situe au 203, rue de l’Église, C.P. 108, Saint-Octave-de-Métis (Québec) G0J 3B0.